# Łyżbice
Łyżbice (cz. Lyžbiceⓘ, niem. Lischbitz) – dawna wieś w dolinie Olzy, obecnie część miasta Trzyńca w kraju morawsko-śląskim, w powiecie Frydek-Mistek w Czechach. Jest to także gmina katastralna o powierzchni 476,28 ha. Pod względem ludności największa i najgęściej zaludniona część miasta. Populacja w 2008 wynosiła 17239 osób, co stanowiło 45,3% ludności miasta, na zaledwie 5,6% obszaru gminy. W 2010 odnotowano 1266 adresów.

## Historia
Łyżbice były starą wsią, mogły powstać nawet jeszcze w XIII w. Były wsią szlachecką. Pierwsza pisemna wzmianka pochodzi z 1562 w związku ze sprzedażą tej miejscowości przez dotychczasowego właściciela Franciszka z Budzina za 500 złotych Mikołajowi Biasowi (Bies) z Myszowic. Później właściciele zmieniali się jeszcze kilkakrotnie aż do 1773 r., kiedy Łyżbice weszły w skład majątków Komory Cieszyńskiej.
W latach 1794–1802 został wybudowany fragment tzw. drogi cesarskiej w dolinie Olzy, prowadzący z Cieszyna przez Niebory i Łyżbice do Jabłonkowa. Wtedy też przy brodzie na Olzie wybudowano pierwszy most „Na Zobawie” (nazwany tak od istniejącej przy brodzie starej gospody). Przez 60 lat pobierano na nim myto, przeniesione później do sąsiedniej Wędryni. W 1871 r. otwarto biegnący doliną Olzy odcinek Kolei Koszycko-Bogumińskiej.
Łyżbice przez długi czas były wsią niewielką. Według urbarza z 1770 r. liczyły tylko 511 mieszkańców w 70 domach. Były wsią czysto polską. Według austriackiego spisu ludności z 1910 roku miały 1251 mieszkańców, z czego 1250 było zameldowanych na stałe, 1241 (99,3%) było polsko-, 6 (0,5%) niemiecko- i 3 (0,2%) czeskojęzycznych. Wśród nich było 980 (78,3%) ewangelików oraz 271 (21,7%) katolików. Kościoła jednak nigdy tu nie zbudowano: katolicy należeli do starej parafii przy kościele św. Katarzyny w Wędryni, natomiast ewangelicy do zboru w Bystrzycy.
Urodził się tutaj ks. Jerzy Heczko (1825-1907), XIX-wieczny wybitny polski duszpasterz ewangelicki, przez 48 lat proboszcz zboru w niedalekiej Ligotce Kameralnej.
W granicach administracyjnych Trzyńca znajduje się od 17 maja 1946. W latach 1956–1977 wybudowano tutaj nowe osiedle według projektu architekta inż. Křeliny. Odtąd przejęło ono od dawnego Trzyńca (Stare Miasto) funkcję śródmieścia.